# Carlo Silipo
Carlo Silipo (né le 10 septembre 1971 à Naples) est un joueur de water-polo italien.

## Palmarès
il a joué comme capitaine au Circolo Nautico Posillipo.
Il remporte le titre olympique aux Jeux de Barcelone en 1992 et la médaille de bronze olympique aux Jeux d'Atlanta en 1996.
Il détient le record de sélections en équipe d'Italie.
Il est inscrit sur la liste des membres de l'International Swimming Hall of Fame.